# Kanton Richelieu
Richelieu is een voormalig kanton kanton van het Franse departement Indre-et-Loire. Het kanton maakte deel uit van het arrondissement Chinon. Het werd opgeheven bij decreet van 18 februari 2014 met uitwerking op 22 maart 2015. Alle gemeenten werden toegevoegd aan het kanton Sainte-Maure-de-Touraine.

## Gemeenten
Het kanton Richelieu omvatte de volgende gemeenten:
- Assay
- Braslou
- Braye-sous-Faye
- Champigny-sur-Veude
- Chaveignes
- Courcoué
- Faye-la-Vineuse
- Jaulnay
- Lémeré
- Ligré
- Luzé
- Marigny-Marmande
- Razines
- Richelieu (hoofdplaats)
- La Tour-Saint-Gelin
- Verneuil-le-Château